# Agylla stotzneri
Agylla stotzneri là một loài bướm đêm thuộc phân họ Arctiinae, họ Erebidae.